# Cantonul La Plaine-des-Palmistes
Cantonul La Plaine-des-Palmistes este un canton din arondismentul Saint-Benoît, Réunion, Franța.